# Gamétogenèse
La gamétogenèse est le processus qui aboutit, au cours de la vie d'un organisme, à la formation des cellules reproductrices, les gamètes, qui sont des cellules haploïdes. 
Le passage de cellules diploïdes à des cellules haploïdes est réalisé lors d'une division cellulaire particulière, la méiose, qui a lieu, soit durant la gamétogenèse (notamment chez la plupart des animaux), soit juste avant la gamétogenèse (chez les plantes à fleurs), soit bien avant (chez d'autres organismes comme les mousses, diverses algues, etc.).

## Chez les animaux
- spermatogenèse[3] (mâle) ;
- ovogenèse[4] (femelle).

## Chez les plantes à fleurs

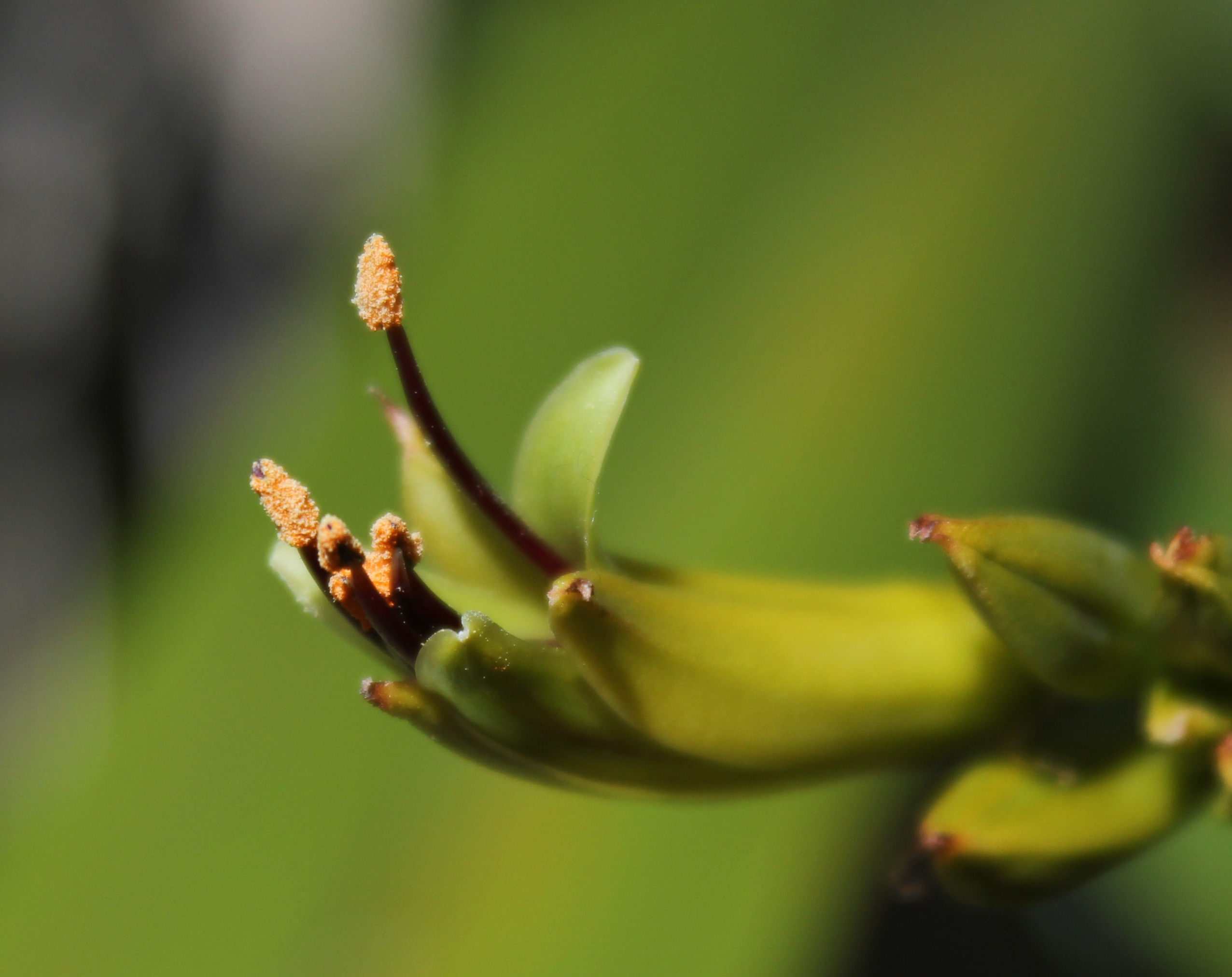
Détail des anthères de Phormium colensoi, une plante endémique de Nouvelle-Zélande.

Chez les végétaux, la gamétogenèse est différente selon le sexe de l'organe de la fleur qui produit le gamète.
Si elle se produit dans les anthères des étamines, il s'agit de gamétogenèse mâle (aussi appelée microgamétogenèse). Le gamète mâle résultant de cette gamétogenèse sera le noyau spermatique contenu dans le grain de pollen.
Si la gamétogenèse a lieu dans un ovule de la plante, à la base d'un carpelle (plusieurs carpelles composent le pistil), il s'agit de gamétogenèse femelle (aussi appelée macrogamétogenèse ou mégagamétogenèse). Le gamète femelle résultant de cette gamétogenèse sera l'oosphère contenue dans le sac embryonnaire.

## Méiose
La méiose est un élément central de la gamétogenèse, mais sa fonction adaptative fait actuellement l’objet d’un débat. Un des événements clés de la méiose est l’appariement de chromosomes homologues et la recombinaison (échange d’informations génétiques) entre chromosomes homologues. Ce processus favorise la diversité génétique chez la descendance et la réparation par recombinaison des dommages de l'ADN à transmettre à celle-ci. Pour expliquer la fonction adaptative de la méiose (ainsi que de la gamétogenèse et du cycle sexuel), certains auteurs insistent sur la diversité et d'autres sur la réparation de l'ADN.